# Попови ливади
 За хижата със същото име вижте Попови ливади (хижа).  
Попови ливади (до 29 юни 1942 г. Папазчаир, Папаз-чаир, Папаз чаир, Поповски преслоп, Поповски преслап, Преслапо, Преслоп, до 23 юли 1942 г. Преслан, Преслап, името е утвърдено на 14 юли 1988 г.) е село в Югозападна България. То се намира в община Гоце Делчев, област Благоевград.

## География
Попови ливади (или Попски преслап, Папаз чаир) (41°33′06″ с. ш. 23°38′06″ и. д. / 41.551667° с. ш. 23.635° и. д.) е седловина между Среден и Южен Пирин, чиято най-висока точка се намира на височина 1424 m. Дълга е 1,5 km и широка – 0,5 km. В нея се включват няколко по-малки местности Гълъбова поляна, Влашката черква, Васильова мандра, Пункта, Сейрянлъка и др. Попови ливади представлява 4 – 5 слънчеви поляни, обградени отвсякъде от иглолистна гора (най-вече бял бор, но също обикновен смърч и бяла мура). Местността изобилства от гъби и горски плодове, както и от бистри потоци. През седловината преминава участък от 19,6 km от третокласен Републикански път III-198 (Гоце Делчев – Петрич – ГКПП Златарево).

## История
Името на местността идва от легендата за родолюбив свещеник, който живял по време на османската власт. Гонен от турците той се укрива в горите между Ореляк и връх Свещник. Местното население започва да нарича местността Попови ливади.
През 1942 година местността е преименувана на Попски Преслап, но това име не се налага.
Първите заселници в местността Попови ливади са влашки овчари, които създават малко селище от колиби през XIX век (между 120 и 150 колиби). Към 1900 година според статистиката на Васил Кънчов, село Папас Чаир има 294 жители – власи. От него е останала само полуразрушена църква в източния край, наричана Влашката черква. Въпреки твърденията на някои български електронни медии, че църквата "неправилно" била наричана влашка, а всъщност била каракачанска, съществуващите исторически данни показват, че жителите на Папаз чаир са били власи грамущени, които произхождат от село Грамуща в планината Грамос, югозападната част на Костурско, избягали от родните си места заради тормоз от турците. Те намират убежище в планината край Неврокоп, където си построяват колиби. През 1913 година по време на Междусъюзническата война са прогонени от местността Папаз чаир и се преселват в четири села на територията на Гърция, едното от които е Просечен. Именно по инициатива на тези власи е възстановена т.нар. влашка църква.  
В началото на XX век тук развива дейността си един от лидерите на ВМОРО – Яне Сандански, убит на 7 км югозападно от местността.
През лятото на 1915 година през местността минава известният български археолог и по-късно политик Богдан Филов, който оставя интересни пътни бележки:
| „ | Там, дето се минава най-високото място, се намира местността Папаз чаир, с обширни ливади, малко, но хубава чамова гора и студена вода. Тук би станал хубав курорт за Неврокоп. По-рано на това място се е намирало влашко село с каракачани, обаче сега е съвсем разрушено и жителите му са се изселили. | “ |

През 2003 година в местността тържествено е открит монументален паметник на Гоце Делчев по случай 100 години от Илинденско-Преображенско-Кръстовденското въстание. Паметникът се намира в североизточната част на село Попови ливади, на около 200 метра южно от хижа „Попови ливади“, до републикански път III-198, при разклона за връх Ореляк. Изработен е от скулптора Крум Дерменджиев през 1980 година. Първоначално скулптурата е поставена във военното поделение в град Враца. През 2003 година е преместена в местността Попови ливади. Ежегодно, по време на честванията, които се правят на Попови ливади по случай годишнината от въстанието, пред паметника на героя се отслужва панахида за загиналите. Присъстващите поднасят цветя в знак на почит към делото на Гоце Делчев и на всички борци, дали живота си за освобождението на Македония и Одринско и присъединяването им към общото отечество - България.
През юли 2014 г. заради изградената социална инфраструктура и постоянно живеещо население в местността, Общинският съвет на Гоце Делчев взема решение да се извърши административно-териториална промяна, като се създаде село. На 27 май 2015 г. Министерски съвет взема решение да се създаде новото населено място. Решението влиза в сила от 12 юни 2015 г.

## Туризъм
В местността е разположена хижа Попови ливади (1412 м). Тя е построена през 1964 година и се стопанисвана от Туристическо дружество „Момини двори“ – Гоце Делчев. Разполага с около 50 легла. Изградени са и много почивни станции (на Булгартабак, Съобщенията, Горското стопанство), частни вили, които предлагат легла, както и се строят много вили на хората от Гоце Делчев. Има изграден и ученически лагер, който работи целогодишно. През 1967 година районът е обявен за климатичен планински курорт.
Местността Попови ливади е отправна точка за изкачване на връх Ореляк – (2 часа), връх Свещник (2 часа и 30 минути), както и на няколко пешеходни маршрута – хижа Малина (5 часа и 30 минути), хижа Пирин (7 часа), хижа Славянка (5 часа) и Парилската седловина, връх Муторок, Лобното място на Яне Сандански, село Тешово, село Делчево, квартал Средна на град Гоце Делчев.

## Топографска карта
- Лист от карта K-34-96. Мащаб: 1 : 100 000.